# Ibrahim El Boustati
Ibrahim El Boustati né le 1er octobre 1995 à La Haye aux Pays-Bas est un kick-boxeur néerlando-marocain de poids lourd.
Il combat actuellement en tant que kickboxeur dans l'organisation Enfusion.

## Biographie
Ibrahim El Boustati naît à La Haye aux Pays-Bas de parents marocains. Il est le frère cadet de Hafid El Boustati. Il débute tôt le sport, à l'âge de quatre ans en étant inscrit au football avant de s'engager dans le kickboxing à l'âge de dix ans. Il s'entraîne dans sa ville natale dans la salle de sport Fightclub070. A la fin de ses études scolaires, il commence à travailler dans le réseau Nederlandse Spoorwegen avant de signer son premier contrat professionnel chez Enfusion.
Lors de son choix de nationalité sportive, il est contraint de choisir entre les Pays-Bas et le Maroc. Ibrahim El Boustati tranche en faveur du Maroc en déclarant : "Au Maroc, tu es beaucoup plus valorisé qu'aux Pays-Bas. C'est la raison pour laquelle j'ai tranché en faveur du Maroc. C'est un peu comme les footballeurs néerlando-marocains en équipe du Maroc.".
Ibrahim El Boustati fait ses débuts professionnels dans le kickboxing à l'âge de dix-huit ans, en 2014 face à Ali Sabab. Il remporte ce combat grâce à un TKO, après que le docteur ait décidé de mettre un terme au combat. Il enchaîne les combats en remportant ses six combats qui suivent, remportant le titre du champion du monde d'Enfusion dans la catégorie des 85kg.
Après sa première distinction, il devient invaincu en remportant à nouveau ses cinq prochains combats dont deux grâce à un TKO. Il remporte une deuxième fois le titre de champion du monde Enfusion dans la catégorie de 85kg, après un combat contre Mirco Cingel.
S'étant entraîné en ayant pris du poids, il fait face à Filip Verlinden et Andrew Tate dans la catégorie des 90 kg. Il remporte ses deux combats grâce à deux KO. Lors de son troisième combat dans la catégorie des -90 kg, il perd contre Ulrik Bokeme. Ibrahim était jusque-là imbattable dans l'organisation Enfusion. Filip Verlinden finira par prendre sa revanche contre Ibrahim El Boustati en 2016, à domicile à Anvers en Belgique.

## Palmarès
- Enfusion World Title -187 lb (-85 kg)
- Enfusion World Title -198 lb (-90 kg)[8]
- Enfusion World Title -209 lb (-95 kg)

## Divers
Ibrahim El Boustati apparaît en tant qu'acteur dans la série télévisée Mocro Maffia et joue le rôle du personnage Lange Marokkaan.

### Sources
- « Enfusion : Ibrahim El Boustati s’excuse et reconnaît la victoire d’Ulrik Bokeme », HeadKickNews,‎ 22 novembre 2017 (lire en ligne)